# Pyrenopeziza revincta
Pyrenopeziza revincta är en svampart som först beskrevs av Petter Adolf Karsten, och fick sitt nu gällande namn av Gremmen 1958. Pyrenopeziza revincta ingår i släktet Pyrenopeziza, ordningen disksvampar, klassen Leotiomycetes, divisionen sporsäcksvampar och riket svampar.   Inga underarter finns listade i Catalogue of Life.
I den svenska databasen Dyntaxa används istället namnet Mollisia revincta för samma taxon.  Arten är reproducerande i Sverige.